# Ниннид
Ниннид (также Наннид (Ninnid, Nannid), Неннидий (Nennidhius) или Ненний (Nennius); умер в VI веке) — ирландский игумен, почитается как святой (день памяти — 18 января).

## Биография
Святой Ниннид был ирландцем, учеником святого Финниана из монастыря Клонард (современное графство Мит). Его почитают одним из двенадцати апостолов Ирландии. По преданию, святой Ниннид был христианином, с младых лет полностью отдавшим своё сердце Богу. Он получил первые уроки христианской премудрости от святой Фиакки из Слейбте (Fiacc Sleibte, память 12 октября). Также, по преданию, он стал отшельником на острове Инишмаксайнт (англ. Inishmacsaint), иначе Инис Муге Сав (др.‑ирл. Inis Muige Samh), что на озере Эрн в Ольстере. Там многие обрели его духовное окормление, и им был создан монастырь.
Некоторые авторы отождествляют его с Ниннидом Саэбруском (Косооким) или Ниннидом Лавиоданом (Чистая рука), который упоминается в житиях святой Бригитты, однако уже в средневековье это вызывало сомнения.